# Arte psicodélica

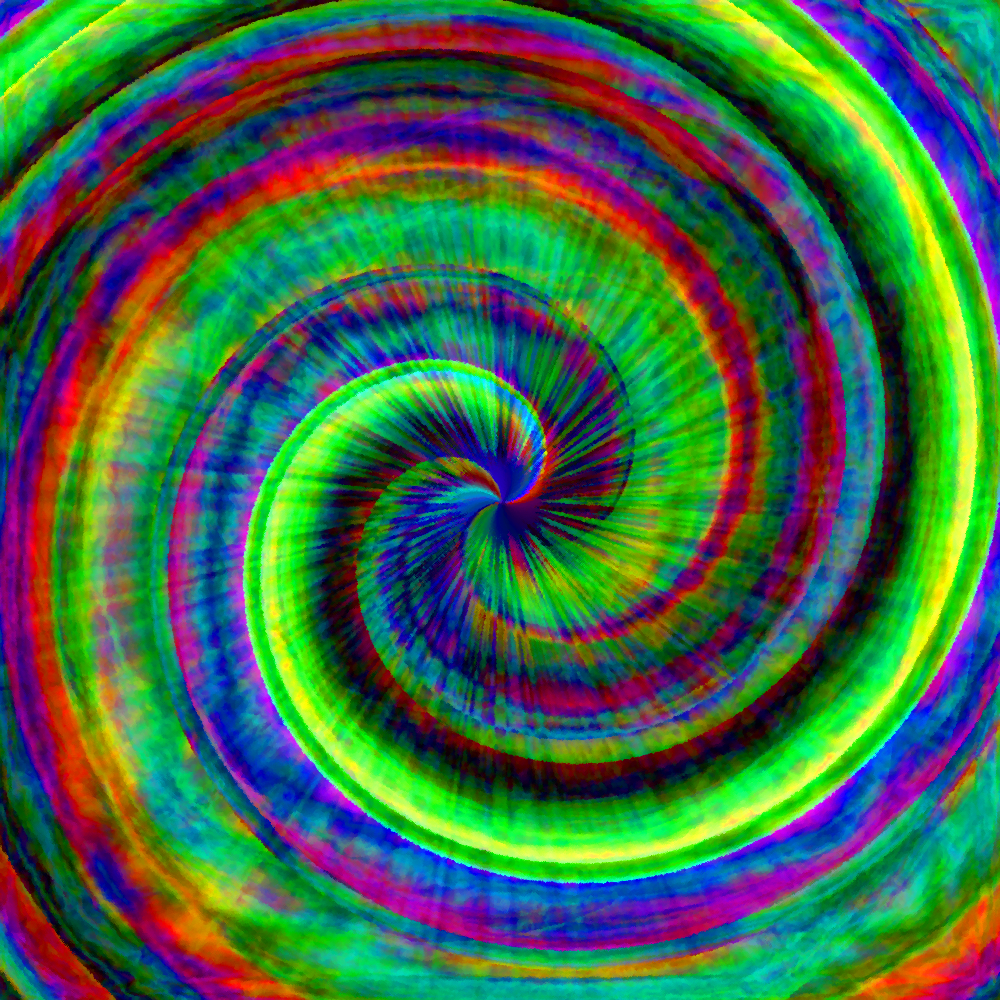
Exemplo de padrão psicodélico

Arte psicodélica (também conhecida como psicodelia) define arte, gráficos ou exibições visuais relacionadas ou inspiradas em experiências e alucinações psicodélicas seguidas pela ingestão de drogas psicodélicas, como LSD e psilocibina. A palavra psicodélico, na concepção proposta pelo psicólogo britânico Humphry Osmond significa "mente manifestando-se". Por essa definição, todos os esforços artísticos para retratar o mundo interior da psique podem ser considerados psicodélicos.
Na linguagem comum, arte psicodélica refere-se acima de tudo ao movimento artístico da contracultura do final da década de 1960, apresentando visuais altamente distorcidos ou surreais, cores brilhantes e espectros animados para evocar, conduzir ou intensificar experiências psicodélicas. As artes visuais psicodélicas eram uma contrapartida do rock psicodélico. Cartazes de concertos, capas de álbuns, show de luzes, murais, histórias em quadrinhos, jornais underground e muito mais refletiam não apenas os padrões de cores caleidoscopicamente rodopiantes das alucinações de LSD, mas também expressões políticas, sociais e espirituais revolucionárias inspiradas por insights derivados desses estados psicodélicos de consciência.

## Origem
A arte psicodélica é marcada pela noção de que estados alterados de consciência produzidos por drogas psicodélicas são fonte de inspiração artística. O movimento de arte psicodélica é semelhante ao movimento surrealista, pois prescreve um mecanismo para obter inspiração. Enquanto o mecanismo do surrealismo é a representação de sonhos, um artista psicodélico se volta para alucinações induzidas por drogas. Ambos os movimentos têm fortes laços com importantes desenvolvimentos da ciência: enquanto o surrealista era fascinado pela teoria do inconsciente de Sigmund Freud, o psicodélico foi literalmente "excitado" pela descoberta do LSD por Albert Hofmann.
Os primeiros exemplos de arte psicodélica são literários e não visuais, embora existam alguns exemplos no surrealismo, como Remedios Varo e André Masson. Outros exemplos iniciais incluem Antonin Artaud, que escreve sobre sua experiência com o cacto peiote em Voyage to the Land of the Tarahumara (1937), e Henri Michaux, que escreveu Misérable Miracle (1956), para descrever seus experimentos com mescalina e haxixe. Os ensaios de Aldous Huxley, The Doors of Perception (1956) e Heaven and Hell (1957), também revolucionaram a literatura psicodélica.
Os psicodélicos foram abraçados pelo movimento da contracultura estadunidense. Os poetas Allen Ginsberg e William S. Burroughs ficaram fascinados por drogas psicodélicas já na década de 1950, como evidenciado em The Yage Letters (1963). Eles reconheciam o papel dos psicodélicos como inebriantes sagrados no ritual religioso dos nativos americanos, e também tinham uma compreensão da filosofia dos poetas surrealistas e simbolistas que clamavam por uma "completa desorientação dos sentidos", nos termos de Arthur Rimbaud.